# یوکو شینتاکه
یوکو شینتاکه (به انگلیسی: Yuko Shintake) ژیمناست زادهٔ ۲۰ آوریل ۱۹۹۱ میلادی اهل کشور ژاپن است.